# Црква Светих Благовести у Алибунару
Црква Светих Благовести у Алибунару припада Епархији банатској Српске православне цркве.
Црква посвећена Благовестима подигнута је 1796. године, а освећена је 25. априла 1798. године од епископа вршачког Јосифа Јовановића Шакабенте. Иконе на иконостасу радило је више сликара тог доба, тако да је један део композиције радио је Живко Петровић, 1856. године, а други део Петар Драгић у периоду од 1890. до 1891. године. Румун Мечај пресликао је 1897. године део икона на иконостасу. У храму постоји зидно сликарство који је радио непознати иконописац половином 19. века.
Капела на Водици подигнута је 1936. године и посвећена је Вазнесењу Господњем – Спасовдану. Место је, по Србе, од историјске важности због битке која се одиграла 1848. године, где је том приликом веома оштећен храм изнутра и уништене су све црквене матичне књиге, тако да сада имамо најстарију матичну књигу која датира након тих догађаја. 
У црквеној порти, десно од улаза, налази се гробница у којој је сахрањено око 500 мештана и бранилаца Алибунара убијених у априлском рату 1941. године.  
У протеклим годинама храм је неколико пута темељно реновиран, а 2006. године је изграђен нови парохијски дом.